# 塔爾諾波爾省
塔爾諾波爾省 （Województwo tarnopolskie）是波蘭第二共和國時期的一個省，位於該國東南部。1938年時面積16,533平方公里，1931年人口1,600,400 人。首府塔爾諾波爾 （今捷爾諾波爾）。
1939年時下分17縣。1939年以後因德蘇瓜分而消失。現屬烏克蘭。